# Rosse (cráter)

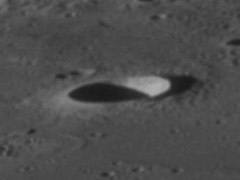
Fotografía de la misión Apolo 11

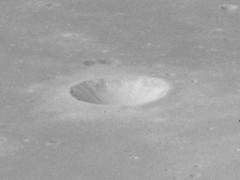
Fotografía de la misión Apolo 16

Rosse'' es un cráter de impacto lunar en forma de cuenco situado en la parte sur del Mare Nectaris. Al suroeste se halla el gran cráter inundado de lava Fracastorius.
|  |

El interior del cráter tiene un albedo más alto que el mar lunar circundante, por lo que es fácilmente visible. Aunque carece de su propio sistema de marcas radiales, los rayos del distante cráter Tycho lo atraviesan. Pequeñas crestas se levantan sobre el mare entre Rosse y Fracastorius, situado al suroeste.

## Cráteres satélite
Por las características de la síntesis de la convención son identificadas en mapas lunares poniendo la letra en el lado del punto medio del cráter sí está más cerca de Rosse.
|       | \| Rosse \| Coordenadas \| Diámetro \| \| ----- \| ----------------------------- \| -------- \| \| C \| 18°30′S 34°24′E / -18.5, 34.4 \| 5 km \| |          |
| Rosse | Coordenadas | Diámetro |
| C     | 18°30′S 34°24′E / -18.5, 34.4 | 5 km     |